# رجبي تاون
نادي رجبي تاون لكرة القدم هو نادٍ لكرة القدم مقره في رغبي يلعب في اتحاد المقاطعات المتحدة. يلقب بالوادي ويلعب مبارياته على أرضه في بوتلين رود. كان اسمه في الأصل نيو بولتن جورنل وأعيد تسميته أربع مرات. أولاً في عام 1956 إلى فالي سبورتس المرة التالية كانت في عام 1971 إلى فالي سبورتس رغبي ثم في عام 2000 إلى رغبي يونايتد ومرة أخرى للمرة الأخيرة إلى رجبي تاون في 2005.